# Volksrepublik Choresmien

Flagge der Choresmischen Sowjetischen Volksrepublik (1920–1923)

Lage der Volksrepublik Choresmien

Die Volksrepublik Choresmien (eigentlich Choresmische Sowjetische Volksrepublik, auch genannt: Volksrepublik Chiwa, russisch Хорезмская Народная Советская Республика Choresmskaja Narodnaja Sowjetskaja Respublika) war von 1920 bis 1925 ein sowjetisches Staatsgebilde in Choresmien in Zentralasien mit Chiwa als Hauptstadt.

## Etablierung
Die Choresmische Sowjetische Volksrepublik wurde im Februar 1920 als Nachfolgestaat des Khanats Chiwa gebildet, nachdem der Herrscher Sayyid Abdullah Khan, der letzte Khan von Chiwa, am 2. Februar 1920 abgedankt hatte, und am 26. April 1920 offiziell ausgerufen. Am 20. Oktober 1923 wurde sie in die Choresmische Sozialistische Sowjetrepublik (russisch Хорезмская Социалистическая Советская Республика bzw. Choresmskaja Sozialistitscheskaja Sowjetskaja Respublika) umgewandelt.

## Politik

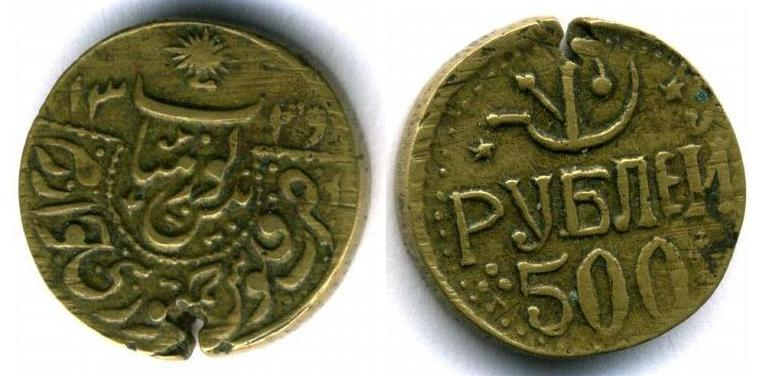
500-Rubel-Münze aus dem Jahr 1339 AH (1920/21)

### Vorsitzender des Revolutionskomitees
- Hoji Pahlavon Niyoz Yusuf (2. Februar 1920 – März 1920)

### Vorsitzender der provisorischen Regierung
- Jumaniyoz Sulton Muradoghli (März 1920 – 30. April 1920)

### Vorsitzende des Präsidiums der Volksvertreterversammlung
- Hoji Pahlavon Niyoz Yusuf (30. April 1920 – 6. März 1921)
- Qoch Qoroghli (6. März 1921 – 15. Mai 1921) (Vorsitzender des provisorischen Revolutionskomitees)
- Chudoybergan Divanoghli (15. Mai 1921 – 23. Mai 1921)

### Vorsitzende des Präsidiums des Zentralen Exekutivkomitees
- Mulla Nozir (23. Mai 1921 – Juni 1921)
- Allabergan (Juni 1921 – September 1921)
- Ata Maqsum Madrahimoghli (September 1921 – 27. November 1921)
- Jangibay Murodoghli (27. November 1921 – 23. Juni 1922)
- Abdulla Abdurahmon Khojaoghli (23. Juni 1922 – 20. Oktober 1923)
- K. Safaroghli (20. Oktober 1923 – 1924)
- Sultonkari Jumaniyoz (1924)
- Temurxoja Yaminoghli (1924 – 17. Februar 1925)

## Auflösung
Die Choresmische SSR hatte nur bis zum 15. Februar 1925 Bestand. Infolge der sowjetischen Nationalitätenpolitik wurde das Gebiet auf die neu entstehenden Gebilde der Usbekischen und Turkmenischen Sozialistischen Sowjetrepublik und der Karakalpakischen Autonomen Oblast aufgeteilt.